# Luigi Bolis (tenore)
Luigi Bolis (Mapello, 29 luglio 1839 – Gorlago, 1º settembre 1905) è stato un tenore italiano.

## Biografia
Dopo il trionfale debutto di Ferrara nel 1864, fu acclamato come grande protagonista di importanti opere liriche nei principali teatri sia in Italia che in Europa. Il suo nome è impresso fra i benemeriti dell'Ospedale Italiano di Buenos Aires.
Fu il primo a coprire il ruolo di Sveno nell'enorme successo di I Goti di Stefano Gobatti al Teatro Comunale di Bologna (1873) e di Corrado di Wallenrod ne I Lituani di Amilcare Ponchielli diretto da Franco Faccio con Antonietta Fricci al Teatro alla Scala di Milano (1874), così come ne Il mercante di Venezia di Ciro Pinsuti con Gottardo Aldighieri a Bologna (1873), nel Gustavo Wasa di Filippo Marchetti con Ormondo Maini alla Scala (1875) e ancora in Luce di Gobatti (1875). Fu il famosissimo interprete dell'Aida di Giuseppe Verdi alla Scala di Milano fra il 1873 ed il 1874).
Sempre nel 1873 è Arnoldo in Guglielmo Tell (opera) con Aldighieri e Gennaro in Lucrezia Borgia (opera) a Bologna.
Luigi Bolis iniziò come baritono ma divenne presto tenore. Il suo vasto repertorio comprendeva, oltre al resto, anche molte opere di Giuseppe Verdi.
Sapeva adattarsi con estrema facilità ai ruoli più disparati, ma il suo terreno ideale erano le parti drammatiche.
Ebbe in moglie Maria Zappettini, buon soprano, dalla quale ebbe il figlio Dante, a sua volta baritono. Dante Bolis sposò il soprano Delfina Battaglia di Concordia sulla Secchia, sorella di Linda Battaglia, madre del noto storico dell'arte Roberto Longhi.
Nel 1879 fu Eleazaro ne L'ebrea al Teatro La Fenice di Venezia.
La carriera del Bolis fu breve e intensa, si ritirò a soli 39 anni (1879) nel pieno del successo, sulle rive del fiume Cherio nella sua splendida villa di Gorlago. Non volle più saperne di tornare a calcare le scene, preferì seguire il lavoro dei contadini nei campi piuttosto che cedere alle pressanti e sempre più remunerative richieste da parte di James Henry Mapleson, famoso impresario del teatro del Covent Garden di Londra.
Per alcuni anni fu sindaco del paese. Morì il 1º settembre 1905, il giorno dopo il suo più grande rivale Francesco Tamagno.
Un secondo Luigi Bolis, anch'egli tenore, all'incirca una trentina di anni più tardi interpretò più o meno le stesse opere nei medesimi ruoli; di lui si sa solo che morì nel 1948.
Questo omonimo del Bolis, che fu probabilmente allievo del figlio Dante, nell'arte si espresse come a voler ripercorrere la carriera del suo illustre predecessore.
Vi sarebbero dunque motivi fondati per ritenere che Luigi Bolis fosse per lui uno pseudonimo adottato in onore del grande tenore.